# Remsgården
Remsgården eller Gammelremsgården är en gård i byn Remmet, Svegs socken, Härjedalens kommun, omkring 15 kilometer nordväst om Sveg.
Remsgården anlades troligen av en finsk invandrare på 1600-talet. Hans son "Stor-Remsen" blev känd i bygden för sin arbetsförmåga. Enligt en skröna i trakten byggde han sju lador på en dag. Nuvarande byggnader härrör från 1700-talet, den äldsta är från 1714 och huvudbyggnaden från mitten av 1700-talet. Mangårdsbyggnaden innehåller vackra tak- och väggmålningar från 1774.
Gården, av nordsvensk gårdstyp, splittrades på 1860-talet. Under 1900-talet har de äldre byggnaderna spårats och flyttats tillbaka och gården återställts till sitt ursprungliga utseende.